# Helen Crlenkovich
Helen Crlenkovich (Crljenković) zvana Klinky (Columbus, Ohio, 14. lipnja 1921. – Burbank, Kalifornija, 19. srpnja 1955.) bila je američka sportašica hrvatskog podrijetla.
Udala se za Roberta Drewa Morgana, uzela suprugovo ime Morgan te nastupala kao Helen Morgan. S njime je dobila kćer Bari Morgan, poznatu fotografkinju (udanu za Jerryja Millera).

## Životopis
Rodila se je 1921. u Columbusu u saveznoj državi Ohiju u obitelji hrvatskih iseljenika (otac iz Banićevca, mati iz Petrijevaca), koji su se doselili u SAD uoči Prvog svjetskog rata.
Za vrijeme velike gospodarske depresije 1930-ih s obitelji je živjela u saveznoj državi New York, a potom je živjela u Cold Springsu kod Syracusea. Zbog silne želje za biti plivačicom, s materom Ankom koja joj je  svesrdno pomagala, godine 1933. seli se u San Francisco. Ondje je mogla  vježbati u najpoznatijem plivačkom bazenu u SAD-u Fairmont Plungeu, gdje ju je vodio poznati stručnjak Phil Patterson. Stariju Heleninu sestru Katarinu mati je ostavila u školi s dječjim domom u New Yorku da bi se mogla posvetiti Helen.
Trener je ubrzo uvidio da je Helen nadarena za skokove u vodu. Dok je boravila i trenirala u San Franciscu, došlo joj je vrijeme za srednju školu. Pohađala je tamošnju višu školu Mission High School, a potom na Gradskom koledžu City College of San Fransico gdje je diplomirala, sve u San Franciscu. Studirala je na Kalifornijskom sveučilištu u Berkeleyju  
(University of California, Berkeley). Bila je izvrsnom učenicom i studenticom, iako je radila uz školovanje. Bila su to amaterska vremena kad nije bilo sponzora. Radila je na hotelskoj recepciji hotela gdje je trenirala i bavila se fotografiranjem.
Bila je pionirka ženskoga zrakoplovstva. Upisala je pilotsku školu, državna agencija za civilno zrakoplovstvo primila ju je za pilotsku pripravnicu, a za pilota je položila 1941. godine.
Od 1935. se je natjecala u plivanju i skakanju u vodu. Često je bila na pobjedničkom postolju.
Krajem 1930-tih bila je najbolja svjetska skakačica. Bila je prvom skakačicom koja je uspjela izvesti jedan i pol preokret u skoku te još neke tzv. muške skokove, to jest skokove koje su dotad uspijevali izvesti samo muškarci.
Trebala je sudjelovati na Olimpijskim igrama, no rat ju je dvaput spriječio u sudjelovanju, iako je bila u izabranim sastavima. Računalo se da će zacijelo osvojiti barem dva zlata. Tijekom rata se udala, a nakon rata opet se vratila na pobjedničke staze na natjecanjima u skokovima u vodu s 3 i 10 metara visine. Potom se profesionalizirala. Radila je za poznatu filmsku kuću Metro-Goldwyn-Mayer. Pojavila se u mnogim filmovima, osobito sa slavnom Esther Williams. Nikad nije pristala na "amerikaniziranje" svojega prezimena u neki oblik koji bi bio lakši za uho englesko govornom stanovništvu, jer je bila ponosna Hrvatica.[nedostaje izvor]
Umrla je sa samo 34 godine od zloćudne novotvorine, tjedan dana nakon što je primljena u Međunarodnu kuću slavnih sportaša u vodenim sportovima.

## Sportski rezultati
Bila je jedna od najuspješnijih u SAD-u i u svijetu skakačica u vodu. Natjecala se za Sjedinjene Američke Države. Crlenkovich je bila prvakinja Nacionalnoga amaterskoga sportskog saveza SAD-a i svjetska prvakinja sa skakaonice od 10 m. Poznata pod nadimkom Klinky bila je prvakinja SAD-a u skokovima s opružne daske na otvorenom (1939., 1941. i 1945.); prvakinja u skokovima sa skakaonice od 10 m (1941. i 1945.) te prvakinja u dvoranskim skokovima sa skakaonice od 3 m (od 1939. do 1942.).

## Nagrade i priznanja
- mjesto u Međunarodnoj plivačkoj dvorani slavnih u Fort Lauderdale u Floridi
- mjesto u Ronilačkoj dvorani slavnih Zaklade Helms u Kaliforniji
- Dvorana slavnih San Franciscanske Prep[1]
- 2008. posmrtno priznanje za uspjehe od Svjetskog akrobatskog kongresa

Poznati slikar Diego Rivera prikazao je Helen Crlenkovich u svom poznatom muralu "Panameričko jedinstvo" na njezinom matičnom veleučilištu. Prikazuje ju u skoku u vodu.

## Zanimljivosti
- Svastika je poznatog američkog vaterpolista Dona Petersona, za kojeg se udala njena sestra Katarina (Kay).

## Vanjske poveznice
- The Diego Rivera Mural Project  Arhivirana inačica izvorne stranice od 9. svibnja 2004. (Wayback Machine) (1998. – 2004.) // City College of San Francisco, California (engl.) (šp.)